# Courtney Hawkins
Pour les articles homonymes, voir Hawkins.
Courtney Hawkins (né le 11 juillet 1967 à West Palm Beach) est un athlète américain spécialiste du 110 mètres haies. 

## Carrière
Il se distingue en début de saison 1995 en décrochant la médaille d'argent du 60 mètres haies lors des Championnats du monde en salle de Barcelone. Devancé de deux centièmes de seconde par son compatriote Allen Johnson, il établit la meilleure performance de sa carrière sur la distance avec le temps de 7 s 41. Sélectionné pour les Jeux panaméricains de Mar del Plata, l'Américain se classe troisième de l'épreuve du 110 mètres haies derrière son compatriote Roger Kingdom et le Cubain Emilio Valle.
En 1996, Courtney Hawkins remporte le titre du 60 mètres haies lors des Championnats des États-Unis en salle, mais ne parvient pas à se qualifier pour les Jeux olympiques d'Atlanta après son élimination en demi-finale des sélections américaines.
Son record personnel sur 110 m haies, établi le 26 juillet 1998 à Ingolstadt, est de 13 s 17 (+0,5 m/s).

## Palmarès
| Date | Compétition                    | Lieu          | Résultat | Épreuve     |
| ---- | ------------------------------ | ------------- | -------- | ----------- |
| 1995 | Championnats du monde en salle | Barcelone     | 2e       | 60 m haies  |
| 1995 | Jeux panaméricains             | Mar del Plata | 3e       | 110 m haies |